# غاريث كروس
غاريث كروس (20 يونيو 1984 في المملكة المتحدة - ) (بالإنجليزية: Gareth Cross)‏ هو لاعب كريكت بريطاني. لعب مع نادي مقاطعة ديربيشاير للكريكت ‏ ونادي مقاطعة لانكشر للكريكت ‏ وCheshire County Cricket Club ‏.